# Arthroleptis affinis
Arthroleptis affinis és una espècie de granota que viu a Tanzània.